# نموذج التسوية
نموذج التسوية (بالإنجليزية: Normalization model)‏ هو نموذج مؤثر لاستجابات الخلايا العصبية في القشرة البصرية الأولية. طور ديفيد هيجر النموذج في أوائل التسعينيات،  ثم صقله لاحقًا مع ماتيو كارانديني وجي أنتوني موفشون. يتضمن النموذج مرحلة مثيرة للانقسام. يوجد في البسط مخرج مجال الاستقبال الكلاسيكي. في المقام، ثابت بالإضافة إلى مقياس تباين التحفيز المحلي. مع أن نموذج التطبيع تم تطويره في البداية لشرح الاستجابات في القشرة البصرية الأولية، إلا أنه يُعتقد الآن أن التطبيع يعمل في جميع أنحاء النظام البصري، وفي العديد من الطرائق الحسية الأخرى ومناطق الدماغ، بما في ذلك تمثيل الروائح في المصباح الشمي، التأثيرات التعديلية للانتباه البصري، وترميز القيمة، وتكامل المعلومات متعددة الحواس. وقد لوحظ أيضاً عند العتبات الفرعية في الحصين. يشير وجوده في مثل التنوع من الأنظمة العصبية في أنواع متعددة، من اللافقاريات إلى الثدييات، إلى أن التطبيع يعمل كحساب عصبي قانوني. التطبيع الانقسامي يقلل من التكرار في إحصاءات التحفيز الطبيعي، وينظر إليه أحياناً على أنه تنفيذ فعال لمبدأ التحفيز. من الناحية الرسمية، التطبيع المثير للانقسام هو رمز لتعظيم المعلومات للمحفزات بعد توزيع باريتو متعدد المتغيرات.